# Шотландская колонизация Америки
Колонии Шотландии возникли в Северной Америке в начале XVII века после восшествия шотландского короля Якова VI на престол Англии, что обеспечило шотландской колонизации поддержку английского флота и армии.
Существует версия, что ещё во второй половине XIV века шотландский путешественник Генри I Синклер, граф Оркнейский совершил плавание к берегам Америки. Скорее всего, однако, что он посетил лишь Гренландию и, возможно, Ньюфаундленд. Во всяком случае это плавание не пробудило интереса у шотландских монархов к освоению заморских территорий.

## Новая Шотландия

Королевский знак баронетства Новой Шотландии

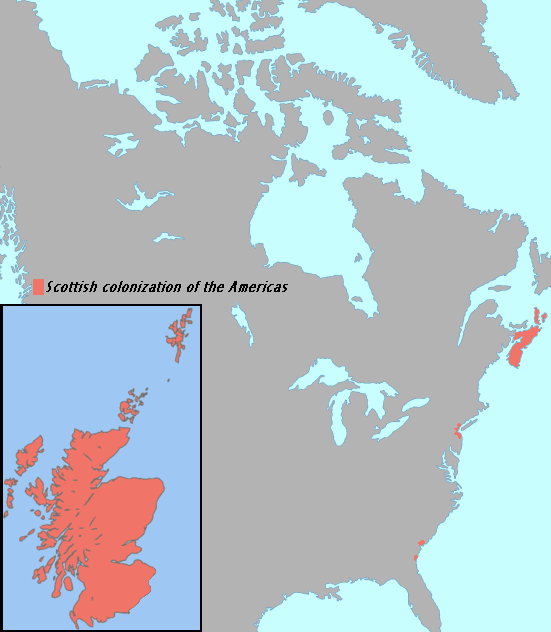
Шотландия (Великобритания) Новая Шотландия (Канада)

Первая попытка создания шотландской колонии в Америке относится к 1621 году, когда король Яков VI даровал одному из своих придворных, сэру Уильяму Александеру, патент на основание колонии Новая Шотландия на побережье современной Канады, к северу от Новой Англии. Уже в 1622 году первые шотландские колонисты прибыли в Америку, однако основать постоянное поселение не удалось из-за нехватки припасов и рабочей силы.
Трудности в привлечении колонистов в Новую Шотландию заставили короля Карла I в 1625 году учредить в Шотландии дворянский титул баронета Новой Шотландии, получение которого было возможным за отправку в колонию 6 рабочих с провиантом, инструментами и одеждой, рассчитанных на два года, или за уплату 3 000 шотландских марок Уильяму Александеру, владельцу колонии. Первоначально интерес к новому титулу был незначительный, однако к концу 1620-х число баронетов достигло нескольких десятков человек (правда, большинство предпочитало уплату денежной суммы).
В 1627 году англо-шотландский флот захватил французскую крепость Порт-Роял на побережье Канады, которая стала центром колонии Новая Шотландия. Уже в 1629 году поселения шотландских колонистов приобрели постоянный характер. Новая колония, будучи официально владением Шотландии, а не Англии, не подчинялась английским законам, в том числе Навигационному акту, запрещавшему прямую торговлю третьих стран с американскими колониями. Это привлекало в Новую Шотландию купцов из Испании и Нидерландов.
Однако окончание в 1631 году войны Англии с Францией губительным образом сказалось на шотландской колонии. По условиям Сузского мира канадское побережье передавалось Франции. В 1632 г. колония Новая Шотландия была ликвидирована.
В настоящее время на территории бывшей колонии Новая Шотландия расположена одноименная провинция Канады.

## Новый Галлоуэй
Вскоре после первой попытки основания Новой Шотландии, в 1625 году Яков VI утвердил хартию для следующей колонии на канадском побережье, на острове Кейп-Бретон. Колонию назвали Новый Галлоуэй, в честь древней шотландской провинции Галлоуэй. Однако, из-за нехватки эмигрантов поселения на Кейп-Бретоне просуществовали непродолжительное время. В 1632 году Кейп-Бретон был передан Франции.

## Восточный Нью-Джерси
23 ноября 1683 г. король Англии и Шотландии Карл II утвердил хартию для колонии Нью-Джерси на американском побережье, которая должна была состоять из английской западной и шотландской восточной частей. Шотландская часть являлась собственностью двенадцати владельцев во главе с Робертом Барклаем, одним из лидеров квакеров, который стал первым губернатором Восточного Нью-Джерси.
На протяжении 1680-х гг. в колонию переселилось около 700 шотландцев, главным образом из Абердиншира и Ангуса. Следующая волна эмиграции привела в Восточный Нью-Джерси ковенантеров, высланных из Шотландии королём Яковом VII. В правление Вильгельма III поток колонистов существенно уменьшился из-за симпатий части владельцев колонии якобитам.
До 1697 г. все губернаторы Восточного Нью-Джерси были шотландцами, доминирующей религией населения было шотландское пресвитерианство. Влияние шотландцев сохранилось и после 1702 г., когда Западный и Восточный Нью-Джерси были объединены в коронную колонию Нью-Джерси.

## Дарьен
В 1695 г. шотландский парламент принял акт об основании «Компании по торговле Шотландии с Африкой и Индиями», позднее утверждённый королём Вильгельмом III. Компания получила монопольные права на торговлю Шотландии с Африкой и Азией и право основания колоний на территориях, которые не являются собственностью других держав. Акционерный капитал для нового предприятия был полностью собран в Шотландии, поскольку из-за сопротивления английского правительства и английской Ост-Индской компании, опасающихся шотландской конкуренции, акции не были допущены к продаже ни в Англии, ни в континентальной Европе.
В 1696 г. около 2 500 шотландских переселенцев основали торговую колонию в Дарьене, на Панамском перешейке. Среди колонистов были бывшие солдаты, пасторы, моряки и выходцы из мелкого шотландского дворянства. Колония управлялась выборным комитетом, председатель которого переизбирался каждые две недели. Однако молодая колония немедленно столкнулась с целым комплексом проблем: нехваткой продовольствия, малярией, тропической погодой, враждебностью соседних испанских колоний и элементарным отсутствием опыта колониальной жизни у шотландских переселенцев. Кроме того, учреждая колонию, ориентированную на торговлю с кораблями, курсирующими по Тихому океану и Карибскому морю, колонисты привезли с собой товары, малоподходящие для такой торговли (парики, ботинки, библии, шерстяную одежду и глиняные трубки).
Дарьен не получал никакой помощи от английских колоний Вест-Индии, несмотря на то, что по акту 1695 г. такая помощь была обещана королём Вильгельмом III. Поэтому шотландцам пришлось рассчитывать только на свои силы. В 1699 г. колонисты наняли одного из ямайских корсаров для атак испанских торговых караванов, однако большого успеха это предприятия не принесло. В ответ на Дарьен напал испанский экспедиционный корпус и быстро изгнал оттуда колонистов, численность которых к этому времени сильно уменьшилась из-за болезней и голода. Колония прекратила своё существование, что повлекло крах Шотландской торговой компании и финансовый кризис в самой Шотландии.

## Шотландские поселения в английских колониях
В 1684 году шотландскими переселенцами было основано поселение Стюартстон на территории английской колонии Каролина. Первыми колонистами были ковенантеры, эмигрировавшие из Шотландии после вступления на престол католика Якова VII. Шотландские поселенцы вели практически не прекращающие военные действия с местными индейскими племенами и испанцами Флориды. В 1686 году объединенные силы Испании и индейцев захватили Стюартстон и изгнали колонистов. Английские войска не пришли на помощь шотландским поселенцам.
После того, как в 1707 году Англия и Шотландия стали единым государством, шотландская колониальная политика перестала существовать. На протяжении XVIII века шотландцами основывались различные поселения, прежде всего в Америке, однако статуса колоний они уже не имели.